# عبد الرزاق قدورة
عبد الرزاق قدورة (1346- 1427 هـ / 1928- 2007 م) عالم في الفيزياء النووية سوري، جمع بين الهندسة والفيزياء، ولغوي وأستاذ جامعي، وإداري دَولي، ورئيس جامعة دمشق. وهو عضو بمجمع اللغة العربية بدمشق، ومتقن للإنجليزية والفرنسية إضافة إلى معرفته بلغات أُخرى كالألمانية والروسية.

## ولادته وتحصيله
وُلد عبد الرزاق قدورة في دمشق عام (1346هـ /1928م ) لعائلة ليبية هاجرت إلى سوريا استوطنت دمشق سنة 1911..عمل والده في سلك الشرطة أيام العثمانيين والفرنسيين، وفي عهد الرئيس محمد علي العابد أصبح قائداً لشرطة دمشق.. كما أن والدته من قرية البريقة في جنوب سوريا .تفوق في دراسته وحصل على شهادة الثانوية العامة بتفوق. أوفد إلى بلجيكا وحصل على شهادة الهندسة الميكانيكية والكهربائية من جامعة بروكسل عام 1952. عاد إلى سوريا وعمل مهندسًا وأستاذًا للفيزياء في جامعة دمشق. أوفد إلى بريطانيا وحصل على شهادة الدكتوراه في الفيزياء النووية من جامعة بريستول عام 1961، وقد وصفه أستاذه الحائز على جائزة نوبل بأنه "العالم الشاب الرائع".

## عمله ووظائفه
عمل أستاذاً للفيزياء في جامعة دمشق.ساهم في تطوير تدريس الفيزياء في الجامعة.تولى رئاسة جامعة دمشق في الفترة ما بين عامي 1973 و 1976، حيث يُذكر له العمل على تطوير الجامعة وتفعيل دور أعضاء هيئة التدريس،انتقل للعمل في منظمة اليونسكو، حيث شغل منصب نائب المدير العام للشؤون العلمية في الفترة من 1976 وحتى 1988.كان عضواً في اللجنة العالمية لوضع استراتيجية التربية التابعة لليونسكو، والتي أصدرت كتاب "تعلم لتكون" الذي تُرجم إلى أكثر من عشرين لغة،شارك في تأسيس جامعة الأمم المتحدة في طوكيو عام 1975،كان عضواً في مجلس حكام الوكالة الدولية للطاقة الذرية.

## كتبه وآثاره
- كان أول من درّس الفيزياء النووية في سوريا.[7]
- أسهم في ترجمة العديد من المؤلفات الجامعية والعلمية الهامة إلى اللغة العربية، منها "الفيزياء العامة والتجريبية"، "الميكانيك لتيموشنكو"، و "محاضرات فاينمان في الفيزياء".
- اقترح إنشاء مجلة عربية مترجمة عن "سينتيفيك أميركان"، وتحقق حلمه بإنشاء مجلة "العلوم" في الكويت.
- عباقرة العلم (مراجعة – دار دمشق 1962)
- الفيزياء العامة والتجريبية، 4 أجزاء (مطبوعات المجلس الأعلى للعلوم، دمشق 1964-1980)
- تعلم تكون (بالاشتراك مع آخرين، بتكليف من اليونسكو، نُشر بالإنجليزية بعنوان "Learning to Be" عام 1972، وتُرجم إلى العربية - الشركة الوطنية، الجزائر 1974)

مشاركاته في الترجمة:
- ميكانيك الهندسة (علم التحريك) (ترجمة – جامعة دمشق 1967)
- علم السكون (ترجمة – جامعة دمشق 1976)
- الضوء والإشعاع (ترجمة – جامعة دمشق 1976)
- الضوء والفيزياء الحديثة (ترجمة – جامعة دمشق 1973)
- فلسفة الإصلاح الجامعي (ترجمة – جامعة دمشق 1973)
- الفيزياء الحديثة للجامعات، 3 أجزاء (مشاركة مع وجيه السمان – مطبعة محمد هاشم الكتبي، دمشق 1973)
- كتاب محاضرات فاينمان في الفيزياء، 3 أجزاء (ترجمة – وزارة التعليم العالي، دمشق 1974)
- علم التحريك (ترجمة – جامعة دمشق 1975)
- المعجم الكهربائي الإلكتروني بأربع لغات: العربية والإنكليزية والفرنسية والروسية (ترجمة وشارك في وضعه – وزارة الدفاع، دمشق 1975)
- الحرارة والكهرباء (مشاركة مع وجيه السمان – جامعة دمشق 1976)
- الميكانيكا الفيزيائي والصوت (تجربة – جامعة دمشق 1976)

كما يُذكر مشاركته في ترجمة:
- موسوعة فلوري وماثيو الفيزيائية
- المعجم العسكري الإلكتروني
- الميكانيك لتيموشنكو
- الفيزياء للعالم الكبير فاينمان

هذه الأعمال تظهر إسهاماته القيمة في نشر المعرفة العلمية باللغة العربية.

## التقدير والتكريم
مُنح وسام الاستحقاق السوري من الدرجة الممتازة عام 2004 تقديراً لإنجازاته في مجالي الفكر والثقافة.

## وفاته
توفي في دمشق في 30 تموز عام 2007 بعد حياة حافلة بالعطاء والإنجازات.